# Pleurothallis cordifolia
Pleurothallis cordifolia är en orkidéart som beskrevs av Heinrich Gustav Reichenbach och H.Wagener. Pleurothallis cordifolia ingår i släktet Pleurothallis och familjen orkidéer. Inga underarter finns listade i Catalogue of Life.